# Holothele
Genre
Synonymes
- Stichoplastus Simon, 1889
- Dryptopelmides Strand, 1907

Holothele est un genre d'araignées mygalomorphes de la famille des Theraphosidae.

## Distribution
Les espèces de ce genre se rencontrent aux Antilles, dans le Nord de l'Amérique du Sud et au Panama.

## Liste des espèces
Selon World Spider Catalog (version 21.5, 12/11/2020) :
- Holothele culebrae (Petrunkevitch, 1929)
- Holothele denticulata (Franganillo, 1930)
- Holothele longipes (L. Koch, 1875)
- Holothele maddeni (Esposito & Agnarsson, 2014)
- Holothele shoemakeri (Petrunkevitch, 1926)
- Holothele sulfurensis Maréchal, 2005

## Publication originale
- Karsch, 1879 : Arachnologische Beitrage. » Zeitschrift für die gesammten Naturwissenschaften, vol. 52, p. 534-562.